# John Harrison (órásmester)
John Harrison (Foulby, 1693. – London, 1776. március 24.) angol ács, órásmester.

## Élete

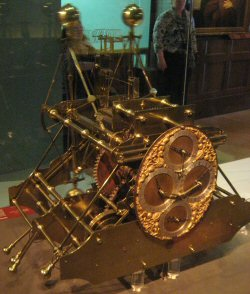
Harrison első tengeri órája (H1)

Egy ács fia volt, aki földméréssel és órák javításával is foglalkozott. Már ifjúkorában igen pontosan járó órát készített fából, melynek ingája kilenc, felváltva sárgarézből és vasból készült rúdból állott és ciklois alakú ivek között lengett. Ezen órát Harrison Huygens munkái ismerete nélkül készítette. Amikor az angol parlament a hosszúsági fok meghatározás célszerű módjára nagy díjat tűzött ki, Harrison e célnak megfelelő, hordozható órák készítésével kezdett foglalkozni. Egy ilyennek a tervét Halley-nek és Grahamnak mutatta meg és utóbbi azt tanácsolta neki, hogy csak kész művével lépjen a nyilvánosság elé. 1735-ben Harrison megjelent Londonban a már megvalósított timekeeper-ével, miután azzal Portsmouth-ból Lisszabonba és onnan visszautazott és miután számításainál mindig ugyanazon hosszkülönbséget kapta. 1758-ig már négy ilyen órát készített, melyek közül az utolsó oly pontos volt, hogy négy hónapnyi utazás alatt csak 1 perc és 54,5 másodpercnyi hibát mutatott fel. Harrison 5000 font sterlinget kapott a kitűzött díjból, 1765-ben pedig, az órának második megvizsgálása után 10 000 font sterlinget, a díjnak felét. A rostélyinga-kompenzációt Harrison már 1725-ben Graham előtt alkalmazta.

## Művei
- Principles of time-keeper, London, 1765
- Description concerning such mechanism as willoafford a nice or true mensuration of time etc., 1775

## Emlékezete
2000-ben kétrészes film készült az életéről A hosszúsági fok (Földrajzi hosszúság) angolul Longitude címmel.